# Scream Tracker
Scream Tracker è un programma di tipo sequenziatore digitale usato per creare musica, creato da membri della Future Crew, in Finlandia.

## Descrizione
Il programma era stato scritto in linguaggio C e in assembly. Le versioni del programma precedenti alla 3.0 usavano i formati STM, mentre quelle successive introdussero i formati S3M.
L'ultima versione di Scream Tracker era la 3.21, rilasciata nel 1994.
Il programma fu il predecessore dei programmi musicali di tipo tracker che comparvero per la prima volta sui PC, e la sua interfaccia ha ispirato la struttura di un altro tracker, Impulse Tracker.
Scream Tracker supportava fino a 100 "sample" (campioni) da 8 bit di qualità, aveva 32 canali e supportava fino a 100 "pattern" (zone in cui si scrivono le note da suonare in sequenza). Poteva anche supportare fino a nove canali FM-synthesis su schede sonore capaci di usare i chipset OPL2/3/4.

## Il formato S3M
S3M è il formato usato da Scream Tracker 3.0 per salvare la musica digitale. È un formato avanzato di musica di tipo modulo, ed è il successore del formato STM, usato dall'originale Scream Tracker. Entrambi i formati sono basati sul formato originale MOD, usato spesso sui Commodore Amiga.
il formato S3M migliora alcune qualità dei suoi predecessori:
- Più canali (un massimo di 32 invece di soli 4 in MOD/STM)
- Più strumenti (um massimo di 99 invece di soli 31 in MOD/STM)
- Più effetti, come la possibilità di aggiustare le impostazioni stereofoniche e altre